# سی و سه (فیلم)
سی و سه (روسی: Тридцать три) یک فیلم کمدی به کارگردانی گیورگی دانلیا است که در سال ۱۹۶۵ در اتحاد شوروی تهیه شده است.

## بازیگران
- یوگنی لئونف در نقش Ivan Travkin
- نونا ماردوکووا در نقش Galina Pristyazhnyuk
- لیوبوف سوکولوا در نقش Travkin's wife
- Viktor Avdyushko در نقش Misha
- ساولی کراماروف در نقش Rodion Homutov
- Gennadi Yalovich در نقش Scheremetyev
- Nikolai Parfyonov در نقش Prokhorov
- Mariya Vinogradova در نقش Margarita Pavlovna
- اینا چوریکوفا در نقش Rosa
- Arkadi Trusov در نقش Ivanov
- ویاچسلاو نوینوی در نقش Vasili
- ولادیمیر باسوف در نقش Museum boss
- فرونزیک مکرتچیان در نقش Professor Bruk
- Rita Gladunko
- سرگئی مارتینسن در نقش Rosa's father
- ایرینا اسکوبتسوا در نقش Vera Sergeyevna
- سوتلانا سوتلیچنایا در نقش TV worker
- Yuri Sarantsev در نقش Taxi driver
- Pyotr Shcherbakov در نقش writer
- آلیسا ایوانووا در نقش گُرین